# The Turtles
The Turtles je bio američki rock sastav, osnovan 1965. godine kojeg su predvodili vokalisti Howard Kaylan i Mark Volman, kasnije znani kao Flo & Eddie. Sastav je imao nekoliko Top 40 hitova, počevši s obradom pjesme glazbenika Boba Dylana "It Ain't Me Babe" iz 1965. godine. Najveći i najbolje znani hit postigli su 1967. godine s pjesmom "Happy Together".
Sastav se raspao 1970. godine nakon svađe s diskografskom kućom White Whale koja je htjela pretvoriti Turtlese u nešto slično kretajućem pop sastavu te je pritom htjela da Kaylan i Volman otpuste sve članove sastave te da nastupaju s angažiranim glazbenicima.
Kaylan i Volman kasnije su nastavili s glazbom te su nastupali zajedno kao glazbeni duo Flo & Eddie. Godine 2010., Turtlesi su počeli nastupati ponovno, no samo s Kaylanom i Volmanom kao izvornim članovima sastava.

## Članovi
Konačna postava
- Howard Kaylan – glavni vokali, klavijature (1965. – 1970.; ujedinjenje s Volmanom 1983.–2018.)
- Mark Volman – prateći vokali, puhačka glazbala (1965. – 1970.; ujedinjenje s Kaylanom 1983.–danas)
- Al Nichol – glavna gitara, prateći vokali (1965. – 1970.)
- Jim Pons – bas-gitara, prateći vokali (1967. – 1970.)
- John Seiter – bubnjevi, prateći vokali (1969. – 1970.)

Bivši članovi
- Jim Tucker – gitara, prateći vokali (1965. – 1967.)
- Don Murray – bubnjevi (1965. – 1967.)
- Chuck Portz – bas-gitara (1965. – 1967.)
- John Barbata – bubnjevi (1967. – 1969.)
- Chip Douglas – bas-gitara (1967.)

Vremenska crta

## Diskografija
- Out Of Control (kao The Crossfires) (1963.)
- It Ain't Me Babe (1965.)
- You Baby (1966.)
- Happy Together (1967.)
- The Turtles Present the Battle of the Bands (1968.)
- Turtle Soup (1969.)
- Wooden Head (1970.)
- Chalon Road (1986.)
- Shell Shock (1986.)